# Ursula Gresser

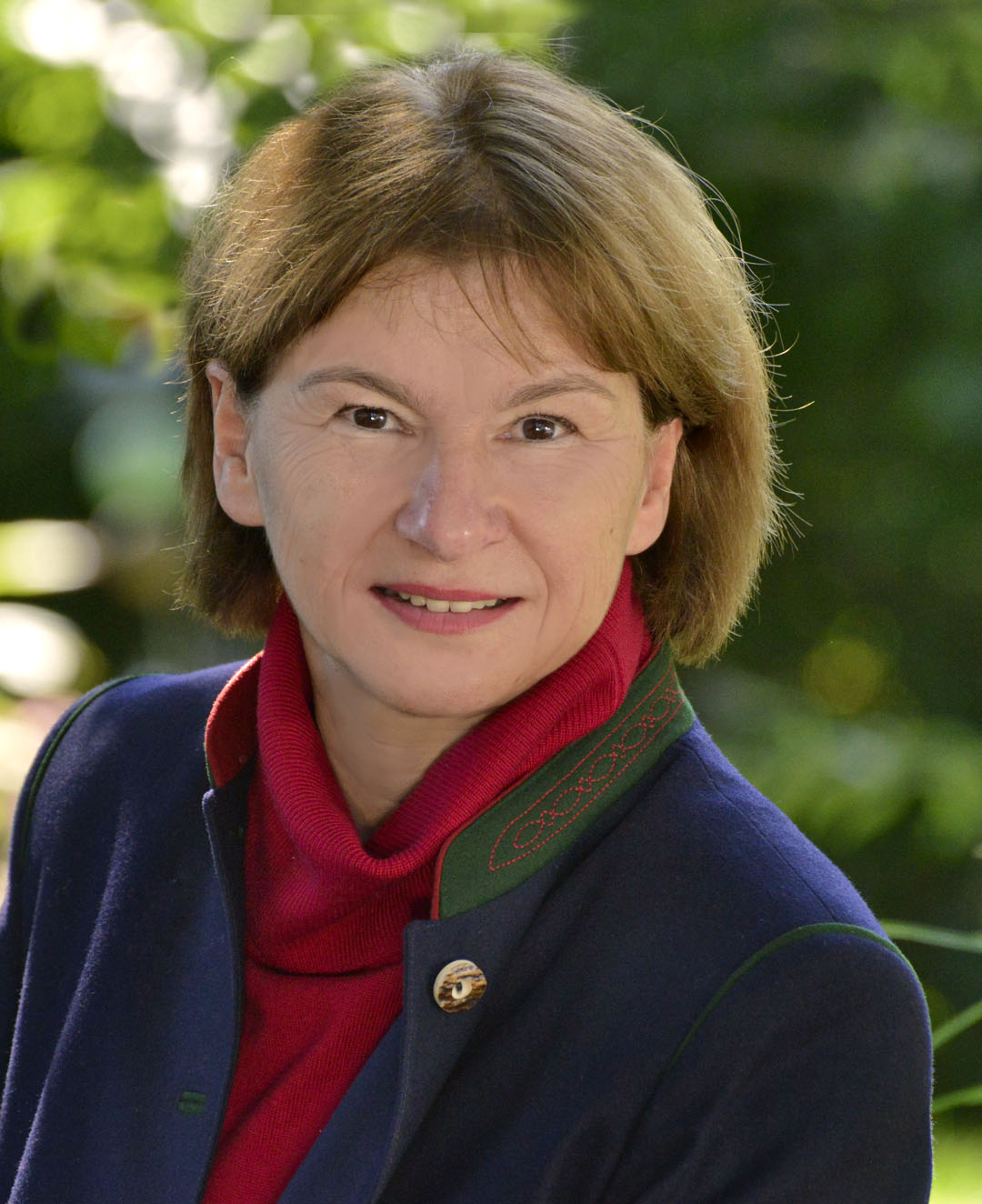
Ursula Gresser 2016

Ursula Gresser (* 5. Oktober 1957) ist eine deutsche Internistin, Rheumatologin und Politikerin (FDP). Seit 1997 ist sie außerplanmäßige Professorin für Innere Medizin an der Ludwig-Maximilians-Universität München (LMU).

## Leben

### Ausbildung und medizinische Tätigkeit
Ursula Gresser besuchte in Krumbach das Simpert-Krämer-Gymnasium. Sie schloss 1984 das Studium der Humanmedizin an der Ludwig-Maximilians-Universität München ab. Im Anschluss arbeitete sie bis 1996 an der Medizinischen Poliklinik des Klinikums der Universität München. Während dieser Tätigkeit habilitierte sie sich im November 1990 für Innere Medizin an der LMU München. 1997 wurde sie dort zur außerplanmäßigen Professorin für Innere Medizin ernannt. Von 1999 bis 2009 war Ursula Gresser als Internistin in Praxisgemeinschaft mit ihrem damaligen Ehemann Rene Holzheimer in Sauerlach tätig. Heute ist sie als Internistin und Rheumatologin in München niedergelassen.

### Medientätigkeit
Gresser war ab 1978 als Journalistin und Korrespondentin für verschiedene Herausgeber tätig. 1996 wurde sie Leiterin des Fachbereichs „Medizin & Gesundheitsberufe“ im wissenschaftlichen Springer-Verlag am Standort Heidelberg. Ab 1999 war sie auch als Medienberaterin der Bertelsmann-Gruppe tätig. Ihre Management-Ausbildung erhielt sie von Fredmund Malik in St. Gallen.

### Plagiatsprüfungen
Gresser wurde 2013 als wissenschaftliche Beraterin des von Martin Heidingsfelder geleiteten kommerziellen Projekts PolitPlag genannt.
Im Falle Ursula von der Leyens kritisierte Gresser in einzelnen Punkten die mangelnde Qualität der Dissertation und arbeitete entsprechende Empfehlungen für ihre Doktoranden aus.

### Parteimitgliedschaften und Funktionen
Ursula Gresser kam 1977 durch Hildegard Hamm-Brücher zur FDP. 1992 wechselte sie zur CSU, im Jahr 2015 kehrte sie in die FDP zurück. Aktuell ist Gresser Vorsitzende des FDP-Ortsverbandes Sauerlach im Landkreis München und dort auch Mitglied im Gemeinderat sowie persönliche Referentin und Büroleiterin des Landtagsabgeordneten Helmut Markwort. Sie engagiert sie sich bei „Gegen Vergessen – Für Demokratie e. V.“

### Causa Mollath
Im Falle Gustl Mollaths setzte sich Gresser als „prominenteste Kritikerin innerhalb der CSU“ für dessen Freilassung ein.
Sie wurde am 10. Juni 2013 Besuch von zwei Polizeibeamten in Zivil aufgesucht, die nach ihrer Darstellung Bedenken wegen der Sicherheit einer Veranstaltung der damaligen Justizministerin Beate Merk im Zusammenhang mit einem Tweet äußerten. Sie hatte dort zuvor geschrieben „Wann Mollath freikommt? Diese Frage könnte man Frau Merk am Mo. 10.06.13 um 19 Uhr im Landgasthof Hofolding stellen“. Gresser wertete den Polizeibesuch als Einschüchterungsversuch. Justizministerium und Polizei dementierten und behaupteten, es sei um andere, frühere Tweets zu Familienstreitigkeiten in Gressers eigener Sache gegangen und eine damit zusammenhängende, geplante Störung des Auftritts der Justizministerin.
Die Aussage der Psychiaterin Hanna Ziegert, Gutachter würden nach dem gewünschten Ergebnis beauftragt,
stützte Gresser später durch Ergebnisse einer von ihr geleiteten Studie der Ludwig-Maximilians-Universität München: Jeder vierte befragte Gutachter hatte von der Justiz eine Tendenz signalisiert bekommen. Unter den Psychologen hatte jeder zweite diese Erfahrung gemacht, unter den Psychiatern jeder dritte.

## Publikationen
- Physiologie. Mediscript-Verlag, 1982, ISBN 3-88320-073-5.
- Immunologische Parameter bei Patienten mit chronischer Polyarthritis (cP) und Goldtherapie. Dissertation. 1985.
- mit Wolfram G. Zoller, Birgit Weigold (Hrsg.): Abdominelle Ultraschalldiagnostik. Grundkurs: Begleittext zu den Ultraschallkursen an der Medizinischen Poliklinik der Universität München in Zusammenarbeit mit der Bayerischen Landesärztekammer. S. Karger-Verlag, 1989, ISBN 3-8055-5012-X.
- mit Mohamed Adjan, Franz Wagner: Physiologie: nach dem Gegenstandskatalog für die ärztliche Vorprüfung. Mediscript-Verlag, 1989, ISBN 3-88320-188-X.
- Therapie von Hyperurikämie und Gicht mit Urikosurika: Bedeutung und Häufigkeit der Hyperurikämie; Benzbromaron – ein neuer genetischer Polymorphismus im Arzneimittelstoffwechsel ; Irtemazole – erste Studien über ein neues Urikosurikum. Habilitationsschrift. Mediscript-Verlag, 1990, ISBN 3-88320-202-9.
- mit Diana Lüftner, Mohamed Adjan: Physiologie : nach dem Gegenstandskatalog für die ärztliche Vorprüfung; [Kurzlehrbuch zum GK I]. Mediscript-Verlag, ISBN 3-541-25103-4.
- mit Nepomuk Zöllner, Wolfram G. Zoller: Einführung in die Ultraschalldiagnostik, kurzgefaßtes Lehrbuch und Atlas. (PDF; 1,4 MB) S. Karger-Verlag, 1992, ISBN 3-8055-5974-7.
- mit René G. Holzheimer (Hrsg.): Venenthrombose und Lungenembolie: Epidemiologie, Diagnostik, Prophylaxe und Therapie. Holzapfel-Verlag, ISBN 3-926098-07-4.
- mit Ronney A. de Abreu (Hrsg.): Molecular genetics, biochemistry and clinical aspects of inherited disorders of purine and pyrimidine metabolism. ISBN 3-540-56774-7.
- mit Nepomuk Zöllner, Rüdiger Hehlmann (Hrsg.): Innere Medizin. Springer-Lehrbuch, ISBN 3-540-53050-9.
- mit Nepomuk Zöllner, Ronney A. de Abreu (Hrsg.): Urate deposition in man and its clinical consequences (PDF; 298 kB), Springer-Verlag, ISBN 3-540-53971-9.
- mit René G. Holzheimer und C. Nitz: Lunar phase does not influence surgical quality. In: European Journal of Medical Research. 8(9), 2003, S. 414–418.